# Poecilia
Genre
Poecilia est un genre de poissons d'eau douce de la famille des Poeciliidae. Les espèces de Poecilia, dont le nombre est encore discuté, sont très appréciées en aquariophilie pour leur facilité de maintenance en captivité et de reproduction. En effet, ce sont des ovovivipares (les œufs éclosent avant la ponte) très prolifiques. Les espèces appelées guppy ou molly sont les plus connues.

## Liste d'espèces
Le nom générique Poecilia vient du grec ancien ποικίλος / poikílos (« varié, tacheté, moucheté ») en référence à la couleur de sa peau.
Selon FishBase (24 avril 2015) :
- Poecilia boesemani Poeser, 2003
- Poecilia butleri Jordan, 1889
- Poecilia catemaconis Miller, 1975
- Poecilia caucana (Steindachner, 1880)
- Poecilia caudofasciata (Regan, 1913)
- Poecilia chica Miller, 1975  Dwarf molly
- Poecilia dauli Meyer & Radda, 2000
- Poecilia dominicensis (Evermann & Clark, 1906)
- Poecilia elegans (Trewavas, 1948)
- Poecilia formosa (Girard, 1859)
- Poecilia gillii (Kner, 1863)
- Poecilia hispaniolana Rivas, 1978
- Poecilia hondurensis Poeser, 2011
- Poecilia kempkesi Poeser, 2013
- Poecilia koperi Poeser, 2003
- Poecilia kykesis Poeser, 2002
- Poecilia latipinna (Lesueur, 1821)
- Poecilia latipunctata Meek, 1904
- Poecilia marcellinoi Poeser, 1995
- Poecilia maylandi Meyer, 1983
- Poecilia mechthildae Meyer, Etzel & Bork, 2002
- Poecilia mexicana Steindachner, 1863
- Poecilia nicholsi (Myers, 1931)
- Poecilia obscura Schories, Meyer & Schartl, 2009
- Poecilia orri Fowler, 1943
- Poecilia parae Eigenmann, 1894
- Poecilia petenensis Günther, 1866
- Poecilia reticulata Peters, 1859
- Poecilia rositae Meyer, Schneider, Radda, Wilde & Schartl, 2004
- Poecilia salvatoris Regan, 1907
- Poecilia sarrafae Bragança & Costa, 2011
- Poecilia sphenops Valenciennes, 1846
- Poecilia sulphuraria (Álvarez, 1948)
- Poecilia teresae Greenfield, 1990
- Poecilia vandepolli Van Lidth de Jeude, 1887
- Poecilia velifera (Regan, 1914)
- Poecilia vivipara Bloch & Schneider, 1801
- Poecilia waiapi Bragança, Costa & Gama, 2012
- Poecilia wandae Poeser, 2003
- Poecilia wingei Poeser, Kempkes & Isbrücker, 2005

### Note
Selon NCBI (23 mars 2011) :
- Poecilia butleri
- Poecilia catemaconis
- Poecilia caucana
- Poecilia formosa
- Poecilia gillii
- Poecilia latipinna
- Poecilia latipunctata
- Poecilia mexicana
  - sous-espèce Poecilia mexicana limantouri
- Poecilia orri
- Poecilia petenensis
- Poecilia reticulata
- Poecilia sphenops
- Poecilia sulphuraria
- Poecilia velifera
- Poecilia velifera x Poecilia mexicana
- Poecilia vivipara
- Poecilia wingei

Selon World Register of Marine Species (23 mars 2011) :
- Poecilia formosa (Girard, 1859)
- Poecilia latipinna (Lesueur, 1821)
- Poecilia mexicana Steindachner, 1863
- Poecilia orri Fowler, 1943
- Poecilia reticulata Peters, 1859
- Poecilia sphenops Valenciennes, 1846
- Poecilia vandepolli Van Lidth de Jeude, 1887
- Poecilia velifera (Regan, 1914)
- Poecilia vivipara Bloch & Schneider, 1801

Selon ITIS (23 mars 2011) :
- Poecilia boesemani Poeser, 2003
- Poecilia butleri Jordan, 1889
- Poecilia catemaconis Miller, 1975
- Poecilia caucana (Steindachner, 1880)
- Poecilia caudofasciata (Regan, 1913)
- Poecilia chica Miller, 1975
- Poecilia dauli Meyer & Radda, 2000
- Poecilia dominicensis (Evermann & Clark, 1906)
- Poecilia elegans (Trewavas, 1948)
- Poecilia formosa (Girard, 1859)
- Poecilia gillii (Kner, 1863)
- Poecilia hispaniolana Rivas, 1978
- Poecilia koperi Poeser, 2003
- Poecilia kykesis Poeser, 2002
- Poecilia latipinna (Lesueur, 1821)
- Poecilia latipunctata Meek, 1904
- Poecilia marcellinoi Poeser, 1995
- Poecilia maylandi Meyer, 1983
- Poecilia mechthildae Meyer, Etzel & Bork, 2002
- Poecilia mexicana Steindachner, 1863
- Poecilia nicholsi (Myers, 1931)
- Poecilia orri Fowler, 1943
- Poecilia petenensis Günther, 1866
- Poecilia reticulata Peters, 1859
- Poecilia sphenops Valenciennes in Cuvier & Valenciennes, 1846
- Poecilia sulphuraria (Alvarez, 1948)
- Poecilia teresae Greenfield, 1990
- Poecilia vandepolli van Lidth de Jeude, 1887
- Poecilia velifera (Regan, 1914)
- Poecilia vivipara Bloch & Schneider, 1801
- Poecilia wandae Poeser, 2003

## Noms vernaculaires et noms scientifiques correspondants
Liste alphabétique de noms vernaculaires attestés en français.

Note : certaines espèces ont plusieurs noms et, les classifications évoluant encore, certains noms scientifiques ont peut-être un autre synonyme valide.
- Guppy - Poecilia reticulata[7],[8]
- Guppy (poisson)
- Molly (poisson)
- Poisson arc-en-ciel - voir Guppy[9]
- etc